# Demiurgo (magistrato)
Il demiurgo (in greco antico: δημιουργός?, demiurgós) era un magistrato nell'Antica Grecia che affiancava il potere esecutivo.
Sembra che fossero particolarmente diffusi nell'area dorica, come affermano alcuni grammatici, ma alcuni storici sostengono il contrario, cioè che "non erano infrequenti nel Peloponneso ma non erano presenti spesso negli stati Dorici". Esistevano infatti anche ad Elis e a Mantinea. Tuttavia, tra queste due città, c'erano delle differenze: a Mantinea i magistrati venivano chiamati οἱ δημιουργοὶ καὶ ἡ βουλή (traslitterato in hoi demiurgòi kài he bulé, cioè "i demiurghi e il Consiglio"), ad Elis οἱ δημιουργοὶ καὶ οἱ τὰ τέλη ἔχοντες καὶ οἱ ἑξακόσιοι (traslitterato in hoi demiurgòi kài hoi tà téle échontes kài hoi hexakósioi, cioè "i demiurghi e i magistrati e i Seicento"). L'istituzione di questa magistratura ad Elis avvenne dopo il rovesciamento dell'oligarchia, in una fase di semi-democrazia prima dell'avvento della democrazia vera e propria.
Inoltre erano presenti dei demiurghi anche nella lega achea, in cui affiancavano gli strateghi. A Corinto esistevano anche dei funzionari chiamati epidemiurghi che venivano inviati a controllare la colonia Potidea.